# Dekanat Krynica
Dekanat Krynica – jeden z 4 dekanatów diecezji przemysko-gorlickiej Polskiego Autokefalicznego Kościoła Prawosławnego. Obecną siedzibą dekanatu jest Hańczowa.

## Parafie
W skład dekanatu wchodzą 3 parafie:
- parafia Opieki Matki Bożej w Hańczowej
  - cerkiew Opieki Matki Bożej w Hańczowej
  - cerkiew św. Paraskiewy w Kwiatoniu
- parafia św. Włodzimierza Wielkiego w Krynicy-Zdroju
  -  cerkiew św. Włodzimierza Wielkiego w Krynicy-Zdroju
- parafia św. Michała Archanioła w Wysowej-Zdroju
  - cerkiew św. Michała Archanioła w Wysowej-Zdroju
  - cerkiew Świętych Kosmy i Damiana w Blechnarce

## Punkty duszpasterskie
- Prawosławny Punkt Duszpasterski Świętych Cyryla i Metodego w Nowym Sączu
  - Nabożeństwa odbywają się w kościele ewangelicko-augsburskim (ulica Pijarska 21); obsługuje duchowny z parafii w Krynicy-Zdroju
- Prawosławny Punkt Duszpasterski Częstochowskiej Ikony Matki Bożej w Tarnowie
  - Nabożeństwa odbywają się w kaplicy polskokatolickiej (ulica Bernardyńska 24); obsługuje duchowny z parafii w Rzeszowie